# Lijst van hofjes in Den Haag
Deze lijst van hofjes in Den Haag geeft weer hoeveel hofjes er in Den Haag zijn van voor de Tweede Wereldoorlog. Botine Koopmans schreef in 2005 een boek over de 115 hofjes in Den Haag, maar er zijn er wat meer. Vijftig hofjes staan in Scheveningen, waarvan slechts eentje een naam heeft. De andere staan weergegeven als 'Naamloze hofjes'.
Voor 1892, toen de Bouwverordening van kracht werd, mocht men bouwen wat men wilde, zolang het niet aan een straat lag. Veel mensen bouwden hofjes als voorziening voor hun oude dag. In 1895 waren er in Den Haag 700 hofjes met 9.500 woningen; een kwart van alle woningen in de toenmalige stad.
In 1901 kwam de Woningwet en in 1906 de Bouw- en Woonverordening tot stand. Deze betekenden het einde van de hofjesbouw op binnenterreinen, maar het begin van betere woonomstandigheden. De bestaande hofjes kregen een aanbouw met keuken en privaat; die keuken was weliswaar niet meer dan een aanrecht met spoelgelegenheid en een plank eronder.
Dat een hofje geen naam heeft, en dus als 'Naamloos hofje' op onderstaande lijst staat, wil niet zeggen dat het een onbelangrijk hofje is. In 2005 werden weer 11 hofjes op de monumentenlijst geplaatst, enkele daarvan behoren tot de Naamloze hofjes.
In 2002 werd het Haagse Hofjesberaad opgericht. Deelnemers zijn het Heilige Geesthofje, 't Hooftshofje, het Hofje van Hoogelande, het Hofje van Nieuwkoop, het Hof van Wouw, Rusthof, de Koninklijke Haagse Woningvereniging van 1854 en Stadsherstel Den Haag en Omgeving.
In september 2009, net voor de Open Monumentendag, werd eenmalig een Haagse Hofjeskrant uitgegeven met een oplage van 20.000 stuks.
Den Haag heeft enkele liefdadigheidshofjes, de namen daarvan zijn vetgedrukt.
| Naam                                         | Jaar           | Adres | Opmerking | Coördinaten                  | Afbeelding                                     |
| -------------------------------------------- | -------------- | --- | --- | ---------------------------- | ---------------------------------------------- |
| Alexanderhof                                 | 1874           | Bankastraat 7-81                                                                                                  | 42 woningen, gebouwd voor de huzaren van de Alexanderkazerne, ook wel Bankahofje genoemd                                        | 52° 5' 31" NB, 4° 18' 20" OL |                                                |
| Amstelhof                                    |                | Amstelstraat | woningbouw in hofvorm, geen binnentuin maar straat en parkeerplaatsen                                                           | 52° 4' 40" NB, 4° 19' 33" OL |                                                |
| Artiestenhof                                 | 1876           | Trompstraat 172-198                                                                                               | gebouwd voor de mannen die in de Koninklijke Stallen aan de Hogewal werkten                                                     | 52° 4' 60" NB, 4° 17' 57" OL |                                                |
| Christina's hofje                            |                | Bakkerstraat | |                              |                                                |
| Christinalaan                                | 1913           | Cantaloupenburg 4/1-40                                                                                            | | 52° 5' 16" NB, 4° 18' 32" OL |                                                |
| Coninckspoort                                |                | Noordeinde 78-84                                                                                                  | naast het paleis | 52° 4' 52" NB, 4° 18' 22" OL |                                                |
| Delihofje                                    | 1891           | Delistraat 2b-18                                                                                                  | gebouwd voor mensen die bij de paleizen werkten                                                                                 | 52° 5' 43" NB, 4° 18' 24" OL | Huizen                                         |
| Delprat Hofje                                |                | Hoefkade 612-702                                                                                                  | | 52° 3' 59" NB, 4° 18' 52" OL |                                                |
| Denneweghofje                                | 1829           | Denneweg 72-82 | loopt naar de Nieuwe Schoolstraat, wordt ook Schildershofje of Henriëttehofje genoemd.                                          | 52° 5' 6" NB, 4° 18' 44" OL  |                                                |
| Flora's Hofje                                | ± 1890         | Lange Beestenmarkt 148-162                                                                                        | exploitatiehofje, vroeger 10, nu 6 huisjes                                                                                      | 52° 4' 21" NB, 4° 18' 36" OL |                                                |
| Frederikshofje                               |                | Cantaloupenburg                                                                                                   | gebouwd voor de (onder)officieren van de Frederikskazerne, afgebroken in 1933, ook wel Moordenaarshof genoemd                   |                              |                                                |
| Geefhuisjes                                  | 1666           | Hoge Zand 2-24 | | 52° 4' 25" NB, 4° 18' 30" OL |                                                |
| Goudenregenhofje                             | 2010           | | eigenaar Koninklijke Haagse Woningvereniging van 1854                                                                           |                              |                                                |
| Heilige Geesthofje                           | 1616           | Paviljoensgracht 51-125                                                                                           | | 52° 4' 24" NB, 4° 18' 47" OL |                                                |
| Henriëtte Hofje                              | 1829           | Denneweg 72-82 | ook wel Schildershofje genoemd. Op nr 74 woonde tijdens WOII Siewert de Koe, een verzetsleider                                  | 52° 5' 6" NB, 4° 18' 44" OL  |                                                |
| Hof Badhuisstraat                            | 1876           | | eigenaar Koninklijke Haagse Woningvereniging van 1854                                                                           |                              |                                                |
| Hof van Wallage                              |                | Frederikstraat | afgebroken in 1833, nu flatgebouw                                                                                               |                              |                                                |
| Hof van Wouw                                 | 1647           | Lange Beestenmarkt                                                                                                | liefdadigheidshofje | 52° 4' 26" NB, 4° 18' 28" OL |                                                |
| Hofje van de Ridder van Wouw                 | 1649 - 1888    | Lange Beestenmarkt 21-47                                                                                          | Afgebroken | 52° 4' 27" NB, 4° 18' 28" OL |                                                |
| Hofje Floris van Dam                         | 1606           | Lange Beestenmarkt 21-47                                                                                          | maar pas sinds 1888 op de huidige locatie, liefdadigheidshofje                                                                  | 52° 4' 27" NB, 4° 18' 28" OL |                                                |
| Hofje van Berg & Dal                         |                | Rivierenbuurt | |                              |                                                |
| Hofje het Javalaantje                        |                | Javastraat 99-161                                                                                                 | | 52° 5' 17" NB, 4° 18' 41" OL |                                                |
| Hofje van Betje van Duijne                   |                | Werfstraat 36-50                                                                                                  | Scheveningen, om de hoek van Zeilstraat 104/136                                                                                 | 52° 6' 24" NB, 4° 16' 30" OL |                                                |
| Hofje van Elf                                |                | Sumatrastraat | nieuw hofje, 11 huisjes | 52° 5' 35" NB, 4° 18' 25" OL |                                                |
| Hofje van Hennink                            | 1895           | Newtonstraat 119-133                                                                                              | gebouwd in twee rijen, waarvan 1 rij gesloopt werd omstreeks 1985                                                               | 52° 4' 36" NB, 4° 17' 6" OL  |                                                |
| Hofje van Hoogelande                         | 1673           | Johannes Camphuijsstraat 61-85                                                                                    | rijksmonument, voorheen in de Boekhorststraat                                                                                   | 52° 5' 7" NB, 4° 20' 21" OL  |                                                |
| Hofje van Kortekaas                          |                | Sumatrastraat 179-183                                                                                             | 3 huisjes, links was een smederij. Nu samengetrokken tot één woning, bewoond door het kunstenaarsechtpaar Wim en Carla Rutgers. | 52° 5' 32" NB, 4° 18' 23" OL |                                                |
| Hofje van Kuypers                            | 1773           | Denneweg 144-178                                                                                                  | | 52° 5' 10" NB, 4° 18' 41" OL |                                                |
| Hofje van Lammers                            | 1875           | Schelpstraat 5-43                                                                                                 | eigenaar Koninklijke Haagse Woningvereniging van 1854                                                                           | 52° 5' 14" NB, 4° 18' 32" OL | Hofje van Lammers, een gemeenschappelijke tuin |
| Hofje van Nieuwkoop                          | 1660           | Prinsegracht | | 52° 4' 26" NB, 4° 18' 6" OL  | Hoofdingang                                    |
| Hofje van Oijen                              |                | Javastraat 229-259                                                                                                | | 52° 5' 22" NB, 4° 18' 39" OL |                                                |
| Hofje van Severie                            | 1769           | Noordeinde 104-120                                                                                                | gebouwd door meester-timmerman Arnoldus Theodorus Zodaer, exploitatiehofje, rijksmonument                                       | 52° 4' 54" NB, 4° 18' 21" OL |                                                |
| Hofje van Vredebest                          | 1864           | Westeinde 251-369                                                                                                 | in 1920 keukens aangebouwd, in 1976 bijna gesloopt, in 1984 gerenoveerd                                                         | 52° 4' 32" NB, 4° 18' 2" OL  |                                                |
| 't Hooftshofje                               | 1756           | Assendelftstraat 53-89                                                                                            | Rijksmonument | 52° 4' 31" NB, 4° 18' 19" OL |                                                |
| Javalaantje                                  | 1870           | bij de Javastraat                                                                                                 | gebouwd voor het burgerpersoneel van de Frederikskazerne, koophuisjes, beschermd stadsgezicht                                   | 52° 5' 19" NB, 4° 18' 23" OL |                                                |
| Julianahofje                                 | 1670           | Oost Singelgracht                                                                                                 | gesloopt |                              |                                                |
| Het Lissabon                                 | 1770           | Denneweg 34-42 | gebouwd door meester-timmerman Arnoldus Theodorus Zodaer, 5 van de 9 huisjes zijn er nog                                        | 52° 5' 5" NB, 4° 18' 46" OL  |                                                |
| De Maasstraatlaantjes                        | 1889           | Maasstraat 96-130 en 140-214                                                                                      | 3 rijen | 52° 4' 37" NB, 4° 19' 40" OL |                                                |
| Malakkahofje                                 | 1881           | Malakkastraat 94-100                                                                                              | slechts 4 huisjes, gebouwd voor onderofficieren van de Alexanderkazerne. Domela Nieuwenhuis heeft hier gewoond.                 | 52° 5' 26" NB, 4° 18' 1" OL  |                                                |
| Mallemolen                                   | 1868           | Mallemolen 1-63                                                                                                   | 4 ongelijke rijen koophuisjes                                                                                                   | 52° 5' 22" NB, 4° 18' 35" OL | Mallemolen,ieder een eigen tuintje             |
| Naamloos hofje                               |                | Ankerstraat 10-62                                                                                                 | Scheveningen | 52° 6' 27" NB, 4° 16' 35" OL |                                                |
| Naamloos hofje                               |                | Ankerstraat 35-75                                                                                                 | Scheveningen | 52° 6' 28" NB, 4° 16' 34" OL |                                                |
| Naamloos hofje                               | ± 1900         | d'Aumeriestraat 35-57                                                                                             | Scheveningen | 52° 6' 27" NB, 4° 17' 5" OL  |                                                |
| Naamloos hofje                               | ± 1880         | Badhuisstraat 189/195                                                                                             | Scheveningen, 4 kleine huisjes                                                                                                  | 52° 6' 12" NB, 4° 16' 44" OL |                                                |
| Naamloos hofje                               | ± 1883         | Balistraat 109 | voormalige stallen | 52° 5' 34" NB, 4° 18' 29" OL |                                                |
| Naamloos hofje                               |                | Willem Beukelszoonplein 8-30                                                                                      | Scheveningen | 52° 6' 13" NB, 4° 16' 56" OL |                                                |
| Naamloos hofje                               | 1935           | Esmoreitplein 1 t/m 68 Van Maerlantlaan 1-71 Minstreelstraat 50-82 Rederijkerstraat 202-244 Anna Bijnslaan 49-107 | Na renovatie in 2007 voorgedragen voor de Nieuwe Stad Prijs                                                                     | 52° 3' 16" NB, 4° 17' 57" OL |                                                |
| Naamloos hofje                               |                | Groenewegje | uitbouwkeukens in 1913 toegevoegd                                                                                               |                              |                                                |
| Naamloos hofje                               |                | Heemraadstraat 163-185                                                                                            | Scheveningen | 52° 6' 16" NB, 4° 16' 41" OL |                                                |
| Naamloos hofje                               |                | Van Hogendorpstraat                                                                                               | |                              |                                                |
| Naamloos hofje                               |                | Dirk Hoogenraadstraat 8-20 en 68-68L                                                                              | Scheveningen, 2 rijtjes van 12 huisjes, sommige hebben nog de oude gevel                                                        | 52° 6' 30" NB, 4° 16' 42" OL |                                                |
| Naamloos hofje                               |                | Hooikade 24-27 | hier woonde schilderes Sonia van Nispen                                                                                         | 52° 5' 8" NB, 4° 18' 47" OL  |                                                |
| Naamloos hofje                               | 1883           | Kanaalweg 46-62                                                                                                   | Scheveningen, rechter rijtje is uit 1883, links is later gebouwd                                                                | 52° 6' 9" NB, 4° 17' 2" OL   |                                                |
| Naamloos hofje                               |                | Katwijkstraat 1-11                                                                                                | Scheveningen | 52° 6' 25" NB, 4° 16' 51" OL |                                                |
| Naamloos hofje                               |                | Katwijkstraat 29a-55                                                                                              | Scheveningen | 52° 6' 27" NB, 4° 16' 52" OL |                                                |
| Naamloos hofje                               |                | Korendijkstraat 5-29                                                                                              | Scheveningen | 52° 6' 22" NB, 4° 16' 32" OL |                                                |
| Naamloos hofje                               |                | Korendijkstraat 147-169                                                                                           | Scheveningen | 52° 6' 21" NB, 4° 16' 36" OL |                                                |
| Naamloos hofje                               |                | Lange Beestenmarkt 24-52                                                                                          | exploitatiehofje | 52° 4' 27" NB, 4° 18' 30" OL |                                                |
| Naamloos hofje                               | 1906           | van Limburg Stirumstraat 95-125                                                                                   | 2.8 huisjes met achtertuin, in 1926 werden keukens aangebouwd                                                                   | 52° 4' 17" NB, 4° 19' 4" OL  |                                                |
| Naamloos hofje                               | 1899           | Maaswijkstraat 32-74 Zandvoortstraat 3-11                                                                         | Scheveningen, open hof met 14 gesplitste woningen                                                                               | 52° 6' 32" NB, 4° 16' 48" OL |                                                |
| Naamloos hofje                               | ± 1899         | Maststraat 39-41                                                                                                  | Scheveningen, 1 gebouw met 2 woningen                                                                                           | 52° 6' 9" NB, 4° 16' 23" OL  |                                                |
| Naamloos hofje                               | ± 1899         | Maststraat 53-55                                                                                                  | Scheveningen, 2 woningen, renovatie 1996                                                                                        | 52° 6' 9" NB, 4° 16' 24" OL  |                                                |
| Naamloos hofje                               | 1899           | Messstraat 16-24, 40-48                                                                                           | Scheveningen | 52° 6' 30" NB, 4° 17' 7" OL  |                                                |
| Naamloos hofje                               |                | Minstreelstraat                                                                                                   | |                              |                                                |
| De poort van Neptunus                        |                | Neptunusstraat 4-10                                                                                               | Scheveningen, 4 huisjes en een pakhuis (nr 10a)                                                                                 | 52° 6' 25" NB, 4° 16' 52" OL |                                                |
| Naamloos hofje                               |                | Neptunusstraat 22-30                                                                                              | Scheveningen, slechts een van de 5 huisjes was in 2005 nog bewoond                                                              | 52° 6' 25" NB, 4° 16' 53" OL |                                                |
| Naamloos hofje                               | 1895           | Newtonstraat 167-273                                                                                              | opdrachtgever G. Dahmen von Buchholz, nrs 155-165 waren erbij maar zijn nu winkels                                              | 52° 4' 35" NB, 4° 17' 5" OL  |                                                |
| Naamloos hofje                               | 1900           | Nieuw Rozenburgstraat 4-10                                                                                        | onbewoonbaar, oorspronkelijk 10 huisjes                                                                                         | 52° 3' 42" NB, 4° 15' 23" OL |                                                |
| Naamloos hofje                               |                | Nieuwe Schoolstraat                                                                                               | 4 huizen die in 1928 1 gezamenlijk riool kregen                                                                                 |                              |                                                |
| Naamloos hofje                               | 18de eeuw?     | Noordeinde 168-178                                                                                                | | 52° 4' 59" NB, 4° 18' 17" OL |                                                |
| Naamloos hofje                               | ± 1895         | Noordwijkstraat 6-12                                                                                              | Scheveningen | 52° 6' 30" NB, 4° 16' 45" OL |                                                |
| Naamloos hofje                               | ± 1895         | Noordwijkstraat 33-39                                                                                             | Scheveningen | 52° 6' 28" NB, 4° 16' 46" OL |                                                |
| Naamloos hofje                               | ± 1895         | Noordwijkstraat 47-51                                                                                             | Scheveningen | 52° 6' 28" NB, 4° 16' 47" OL |                                                |
| Naamloos hofje                               | ± 1895         | Noordwijkstraat 65-71                                                                                             | Scheveningen | 52° 6' 27" NB, 4° 16' 48" OL |                                                |
| Naamloos hofje                               | ± 1790         | Paulus Potterstraat 45-165                                                                                        | 3 rijen, 61 huisjes en 1 bedrijf                                                                                                | 52° 4' 17" NB, 4° 18' 18" OL |                                                |
| Naamloos hofje                               | 1890           | Prinsegracht 188-230                                                                                              | 2 ongelijke rijtjes huizen | 52° 4' 20" NB, 4° 18' 3" OL  |                                                |
| Naamloos hofje                               |                | Rogstraat 14-28                                                                                                   | Scheveningen | 52° 6' 13" NB, 4° 16' 49" OL |                                                |
| Naamloos hofje                               |                | Rogstraat 44-60                                                                                                   | Scheveningen | 52° 6' 12" NB, 4° 16' 51" OL |                                                |
| Naamloos hofje                               |                | Stevinstraat 9-17                                                                                                 | Scheveningen, vroeger 5 huisjes                                                                                                 | 52° 6' 28" NB, 4° 16' 59" OL |                                                |
| Naamloos hofje                               | 1869           | Sumatrastraat 268-310                                                                                             | Eenkamerwoningen, rug aan rug gebouwd, met 1 losstaand huis. Renovatie 1955: keuken & WC                                        | 52° 5' 35" NB, 4° 18' 24" OL |                                                |
| Naamloos hofje                               |                | Van Maerlantstraat ?                                                                                              | in 2005 op de monumentenlijst geplaatst                                                                                         | 52° 3' 12" NB, 4° 17' 60" OL |                                                |
| Naamloos hofje                               | 1905           | Van Swindenstraat 9-127                                                                                           | 4 rijen huisjes, de middelste 2 rijen rug aan rug aan elkaar gebouwd, renovatie nrs 9-23 in 1985                                | 52° 4' 28" NB, 4° 16' 56" OL |                                                |
| Naamloos hofje                               |                | Wagenstraat 156-174                                                                                               | nu 2 rijen van 5 huizen | 52° 4' 28" NB, 4° 19' 0" OL  |                                                |
| Naamloos hofje                               |                | Werfstraat 58-62                                                                                                  | Scheveningen | 52° 6' 24" NB, 4° 16' 31" OL |                                                |
| Naamloos hofje                               |                | Werfstraat 203-222                                                                                                | Scheveningen | 52° 6' 20" NB, 4° 16' 34" OL |                                                |
| Naamloos hofje                               | 1902           | Zoutkeetsingel 71-109                                                                                             | 18 huisjes, de bakstenen met gele sierbanden zijn nu wit geschilderd.                                                           | 52° 4' 22" NB, 4° 17' 55" OL |                                                |
| Noorderhofje                                 | ± 1796         | | |                              |                                                |
| Om en Bij                                    | 1840           | Om en Bij (Singelgracht) 3-116                                                                                    | | 52° 4' 18" NB, 4° 18' 22" OL |                                                |
| Om het Even                                  | ± 1850         | Wagenstraat | (voorheen Wagenplein) |                              |                                                |
| Prinsehofje                                  |                | Prinsegracht 88-106                                                                                               | nr 88 is uit de 18e eeuw, de rest midden 19e eeuw                                                                               | 52° 4' 23" NB, 4° 18' 12" OL |                                                |
| Van Ostade Hof                               | 1886-1898      | Van Ostadestraat 15-77 Hannemanstraat 156-298 Jacob Catsstraat 65 (1-96)                                          | gebouwd voor de joodse inwoners van Den Haag, gemeentelijk monument                                                             | 52° 4' 7" NB, 4° 18' 41" OL  |                                                |
| Papaverhof                                   | 1920-1921      | Papaverhof 1-35 en 2-34 Klimopstr. 1-31, 2-48 en 57-128 Irisstraat 98 t/m 126 Magnoliastraat 7 en 9               | Rijksmonument | 52° 4' 34" NB, 4° 15' 40" OL |                                                |
| Paramaribohofje                              | 1881           | | | 52° 5' 27" NB, 4° 18' 30" OL |                                                |
| Prins Hendrikhof                             |                | Prins Hendrikstraat V55 (1-30)                                                                                    | | 52° 4' 56" NB, 4° 17' 34" OL |                                                |
| Reiniershofje                                |                | Lange Beestenmarkt                                                                                                | gesloopt |                              |                                                |
| Rijkeluishofje                               | 18..           | Zeestraat | | 52° 5' 9" NB, 4° 18' 9" OL   |                                                |
| Rode Dorp                                    | 1841           | Hoefkade | |                              |                                                |
| Rozenhof                                     | 1878           | Westerbaenstraat 55-69                                                                                            | 8 huisjes, renovatie in 2005 | 52° 4' 46" NB, 4° 17' 57" OL |                                                |
| Rusthof                                      | 1841           | Parkstraat 41 t/m 61                                                                                              | gesticht door Betsy van der Hoop, de Parkstraat heette toen nog Nachtegaalspad                                                  | 52° 4' 58" NB, 4° 18' 31" OL |                                                |
| Schuddegeest                                 | 1855           | Schuddegeest 40-196 Mallemolen 75-77                                                                              | eigenaar Koninklijke Haagse Woningvereniging van 1854                                                                           | 52° 5' 22" NB, 4° 18' 32" OL |                                                |
| Sierkanhofje                                 |                | Atjehstraat (poort rechts van de school)                                                                          | Voorheen uitgiftepunt van De Sierkan, ook woonden er enkele melkbezorgers                                                       | 52° 5' 34" NB, 4° 18' 16" OL |                                                |
| Smidswijk                                    |                | Koninginnegracht (hoge deel)                                                                                      | voorheen links smederij en enkele huisjes, rechts garage Wittebrug                                                              |                              |                                                |
| Het Spaansche Hof                            |                | | hoek Laan en Westeinde |                              |                                                |
| Spaarbankhofje                               | 1888           | Heemraadstraat 221-247                                                                                            | Scheveningen, 14 huisjes, opgericht door de Nutsspaarbank                                                                       | 52° 6' 14" NB, 4° 16' 43" OL |                                                |
| Susanna Zürkann Hofje, zie Hofje van Kuypers |                | | |                              |                                                |
| Tromprust                                    |                | Trompstraat | oude hofje Tromprust, toen Trompgarage, sinds 1990 nieuwe hof Tromphal                                                          |                              |                                                |
| De Witte Poort                               | eind 18de eeuw | Sumatrastraat 249-271                                                                                             | De naam herinnert aan een witte poort die onder huisnummer 243 door toegang gaf tot de hof. Veel huisjes hebben nu een garage   | 52° 5' 34" NB, 4° 18' 30" OL |                                                |
| Zeezwaluwhof                                 | 1917           | Duindorp | rijksmonument sinds 1995, renovatie 1979-1981, inclusief schoolgebouw door woningen vervangen                                   | 52° 5' 29" NB, 4° 15' 48" OL |                                                |
| Zomerhof                                     | 1923           | Troelstrakade | 106 woningen bedoeld voor asociale gezinnen, gesloopt in 1964                                                                   |                              |                                                |
| Zuijdervelthofje                             | 1875           | Buitenom 27-64 | renovatie 1984 | 52° 4' 19" NB, 4° 18' 9" OL  |                                                |